# NM-módszer

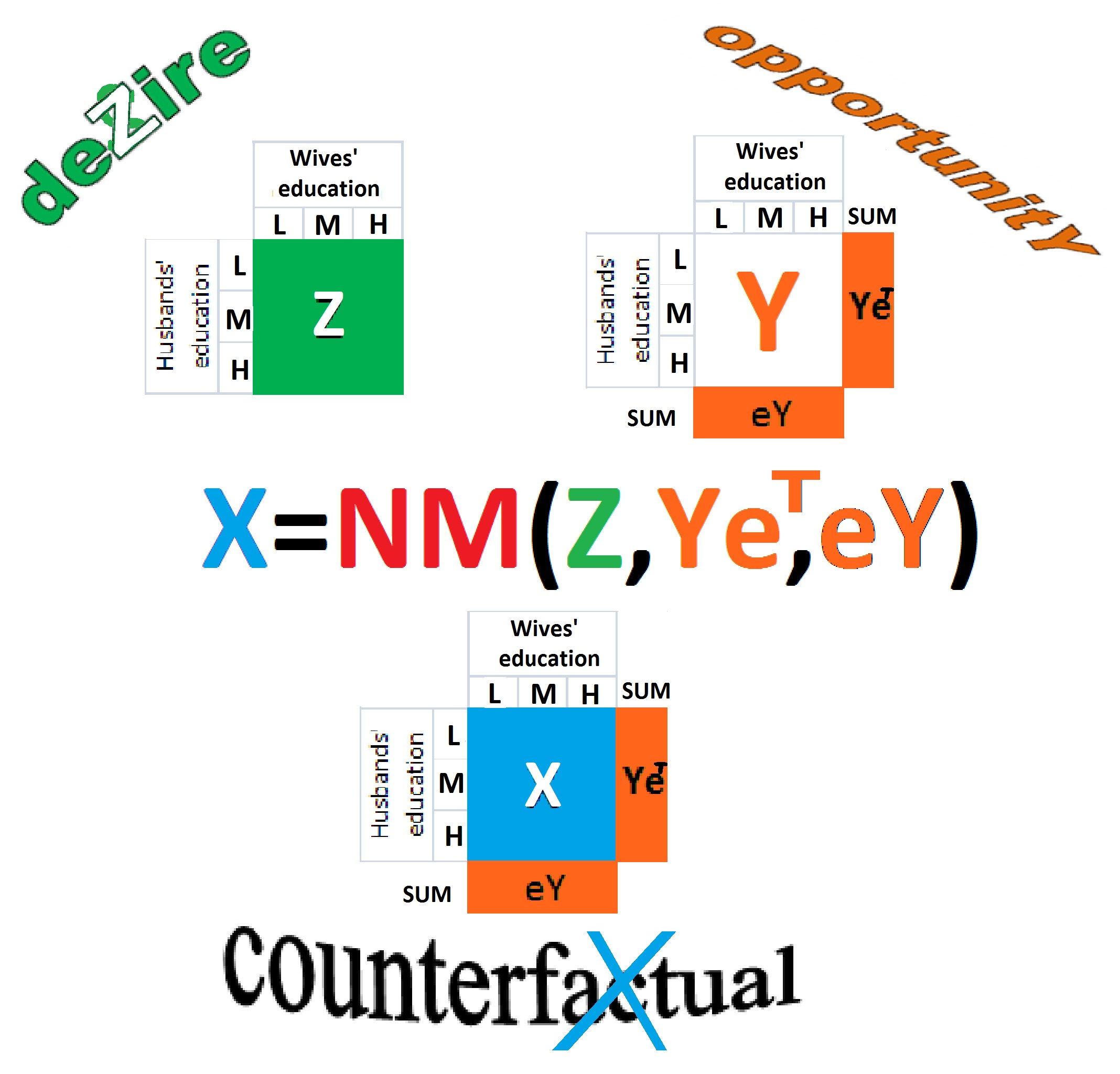
NM-módszer

Az NM-módszer (avagy a Naszódi–Mendonça-módszer) a statisztikában, ökonometriában, közgazdaságtanban, szociológiában és demográfiában alkalmazható módszer, amellyel tényellentétes kontingenciatáblázatok készíthetők. A módszer megkeresi azt az {\displaystyle X} ({\displaystyle X\in \mathbb {R} ^{n\times m}}) mátrixot, amely a „legközelebb” áll a {\displaystyle Z} ({\displaystyle Z\in \mathbb {N} ^{n\times m}}) – magtáblázatnak is nevezett – mátrixhoz abban az értelemben, hogy azonos rangsorolású, de a sor- és oszlop-összegei egy {\displaystyle Y}{\displaystyle (Y\in \mathbb {N} ^{n\times m})} célmátrix sor- és oszlop-összegeivel egyeznek meg. Míg az {\displaystyle Y} mátrix sor- és az oszlop-összegei ismertek, addig maga az {\displaystyle Y} mátrix nem feltétlen ismert.
Mivel a fenti megkötések egyértelműen meghatározzák az {\displaystyle X} mátrixot, ezért az NM-módszer egy függvény: {\displaystyle X={\text{NM}}(Z,Ye_{m}^{T},e_{n}Y):\mathbb {N} ^{n\times m}\times \mathbb {N} ^{n}\times \mathbb {N} ^{m}\mapsto \mathbb {R} ^{n\times m}}, ahol {\displaystyle e_{n}} egy kizárólag 1-esekből álló, {\displaystyle 1\times n} méretű sor-vektor, míg {\displaystyle e_{m}^{T}} egy kizárólag 1-esekből álló, {\displaystyle m\times 1} méretű oszlop-vektor.
Az NM-módszert Naszodi és Mendonca (2023) fejlesztette ki (és először Naszodi és Mendonca (2019) alkalmazta) olyan kontingenciatáblázat transzformálási problémákra, ahol a {\displaystyle {\boldsymbol {Z}}} mátrix nem a keresett {\displaystyle X} mátrix által reprezentált populációból vett mintát, hanem egy attól eltérő populációt reprezentál.
Az alkalmazásukkal a végzettség szerinti homofília erősségének generációk közötti változását számszerűsítették és ezáltal a különböző végzettségű csoportok közötti társadalmi egyenlőtlenség historikus változását mérték meg az USA-ra 1980 és 2010 között. Az egyenlőtlenség trendjét U-alakúnak találták, ami azt a nézetet erősíti, hogy megfelelő társadalom- és gazdaság-politikával az egyenlőtlenség mérsékelhető.

## A mátrixok rangsorának definíciója
Két azonos méretű mátrix "közelsége" többféleképpen definiálható. Az euklideszi távolság és a Kullback-Leibler divergencia két jól ismert példa.
Az NM-módszer egy harmadik, a Liu-Lu ordinális indexen alapuló definícióval áll összhangban, ahol a Liu-Lu index a Coleman-index kissé módosított változata (lásd Coleman (1958)-ös tanulmányának (15)-ös egyenletét). A meghatározás szerint akkor áll az {\displaystyle X} mátrix a {\displaystyle Z} mátrixhoz legközelebb, ha a Liu-Lu értékeik megegyeznek. Más szóval, ha az {\displaystyle X} és {\displaystyle Z} mátrixok azonos rangsorolásúak a Liu-Lu ordinális index alapján.
Ha {\displaystyle Z} egy 2-szer-2-es méretű mátrix, akkor a Liu-Lu index skalár-értékű és így definiált:
{\displaystyle {\text{LL}}(Z)={\frac {Z_{1,1}-Q^{-}(Z_{1,1})}{{\text{min}}(Z_{1,.},Z_{.,1})-Q^{-}(Z_{1,1})}}}, ahol {\displaystyle Z_{1,.}=Z_{1,1}+Z_{1,2}} ; {\displaystyle Z_{.,1}=Z_{1,1}+Z_{2,1}} ; {\displaystyle Z_{.,.}=Z_{.,1}+Z_{1,.}} ; {\displaystyle Q(Z_{1,1})={Z_{1,.}Z_{.,1}}/{Z_{.,.}}} ; {\displaystyle Q^{-}(Z_{1,1})=int[Q(Z_{1,1})]}.
Coleman (1958) nyomán ezt az indexet úgy értelmezhetjük, mint a „ténylegesen felvett érték mínusz a várható érték osztva a maximálisan felvehető érték mínusz a minimálisan felvehető érték”, mivel {\displaystyle Z_{1,1}} a {\displaystyle Z} magtáblázat {\displaystyle 1,1}-helyén felvett tényleges értékét jelöli; {\displaystyle Q^{-}} az ugyanezen helyen felvett érték várható értékét (illetve annak egészrészét) jelöli azon tényellentétes feltételezés mellett, hogy a {\displaystyle Z} mátrix sor- és oszlop-összegei előre meghatározottak, míg a mátrix belső elemei véletlenszerűek. {\displaystyle Q^{-}} a {\displaystyle Z} magtáblázat {\displaystyle 1,1}-helyén felvehető érték minimális értéke is egyben, feltéve, hogy a {\displaystyle Z} magtáblázat sor- és oszlop-változója közötti asszociáció nem-negatív. Végül, {\displaystyle {\text{min}}(Z_{1,.},Z_{.,1})} a {\displaystyle Z_{1,1}} maximális értéke adott sor-összeg ({\displaystyle Z_{1,.}}) és oszlop-összeg ({\displaystyle Z_{.,1}}) vektorok mellett.
A Liu-Lu indexet Naszodi és Mendonca (2023) általánosította arra az esetre, amikor {\displaystyle Z} mérete {\displaystyle n\times m} ({\displaystyle n\geq 2}, {\displaystyle m\geq 2}). Az általánosított Liu-Lu index mátrix-értékű. Az általánosítás egyik előfeltétele, hogy a {\displaystyle Z} mátrix sor- és oszlop-változója rendezett legyen. Ugyanis a {\displaystyle Z} és az {\displaystyle X} mátrixok mátrix-értékű Liu-Lu indexei csak úgy tehetők egyenlővé, hogy dichotomizáljuk a rendezett sor- és oszlop-változóikat {\displaystyle (n-1)\times (m-1)} módon, melynek során kihasználjuk a rendezettségüket. Majd az így kapott 2-szer-2-es mátrixok skalár-értékű Liu-Lu indexeit tesszük egyenlővé. Formalizálva: minden egyes {\displaystyle i,j} párra (ahol {\displaystyle i\in \{1,\ldots ,n-1\}}, és {\displaystyle j\in \{1,\ldots ,m-1\}}) kikötjük, hogy {\displaystyle {\text{LL}}(V_{i}XW_{j}^{T})={\text{LL}}(V_{i}ZW_{j}^{T})}, ahol {\displaystyle V_{i}} az alábbi {\displaystyle 2\times n} méretű mátrix{\displaystyle V_{i}={\begin{bmatrix}\color {red}1&\color {red}\cdots &\color {red}1&\color {blue}0&\color {blue}\cdots &\color {blue}0\\\color {red}0&\color {red}\cdots &\color {red}0&\color {blue}1&\color {blue}\cdots &\color {blue}1\end{bmatrix}}}
melynek az első blokkja {\displaystyle 2\times i} méretű, a második blokkja {\displaystyle 2\times (n-i)} méretű. 
Hasonlóképpen, a {\displaystyle W_{j}^{T}} egy {\displaystyle m\times 2} méretű mátrix, amely az alábbi mátrix transzponáltjaként áll elő: {\displaystyle W_{j}={\begin{bmatrix}\color {red}1&\color {red}\cdots &\color {red}1&\color {blue}0&\color {blue}\cdots &\color {blue}0\\\color {red}0&\color {red}\cdots &\color {red}0&\color {blue}1&\color {blue}\cdots &\color {blue}1\end{bmatrix}}}, amelynek első blokkja {\displaystyle 2\times j} méretű, második blokkja {\displaystyle 2\times (m-j)} méretű.

## A sorösszegekre és az oszlopösszegekre vonatkozó megkötések
A keresett {\displaystyle X} matrixnak nem csak az {\displaystyle {\text{LL}}(V_{i}XW_{j}^{T})={\text{LL}}(V_{i}ZW_{j}^{T})} megkötést, hanem a sor- és oszlop-összegekre vonatkozó megkötéseket is teljesíteni kell, azaz: {\displaystyle Xe_{m}^{T}=Ye_{m}^{T}} és {\displaystyle e_{n}X=e_{n}Y}.

## Megoldás
Feltéve, hogy {\displaystyle {\text{LL}}(V_{i}ZW_{j}^{T})\geq 0} teljesül minden {\displaystyle i,j} párra (ahol {\displaystyle i\in \{1,\ldots ,n-1\}}, és {\displaystyle j\in \{1,\ldots ,m-1\}}), az {\displaystyle X} mátrixra vonatkozó megoldás egyértelmű, determinisztikus, és egy zárt formájú képlettel megadható.
A {\displaystyle {\boldsymbol {2\times 2}}} méretű {\displaystyle Y} és {\displaystyle Z} mátrixokra a megoldás:
{\displaystyle X_{1,1}={\frac {\left[Z_{1,1}-{\text{int}}\left({Z_{1,\cdot }Z_{\cdot ,1}}/{Z_{\cdot ,\cdot }}\right)\right]\left[{{\text{min}}\left(Y_{1,\cdot },Y_{\cdot ,1}\right)-{\text{int}}\left({Y_{1,\cdot }Y_{\cdot ,1}}/{Y_{\cdot ,\cdot }}\right)}\right]}{{\text{min}}\left(Z_{1,\cdot },Z_{\cdot ,1}\right)-{\text{int}}\left({Z_{1,\cdot }Z_{\cdot ,1}}/{Z_{\cdot ,\cdot }}\right)}}+{\text{int}}\left({Y_{1,\cdot }Y_{\cdot ,1}}/{Y_{\cdot ,\cdot }}\right)}.
Az {\displaystyle X} mátrix további 3 cellájában lévő értékeket pedig egyértelműen megadják a sor- és az oszlop-összegekre vonatkozó megkötések. Tehát így működik az NM-módszer {\displaystyle {\boldsymbol {2\times 2}}}-es táblázatokra.
Ha azonban az {\displaystyle Y}, és {\displaystyle Z} mátrixok {\displaystyle {\boldsymbol {n\times m}}} ({\displaystyle n\geq 2}, {\displaystyle m\geq 2}) méretűek, akkor először a rendezett értékű sor- és oszlop-változókat minden lehetséges módon dichotomizálnunk kell, mielőtt megoldunk {\displaystyle (n-1)(m-1)} számú {\displaystyle {\boldsymbol {2\times 2}}}-es formátumú feladatot. Egy tetszőleges {\displaystyle i,j} párra (ahol {\displaystyle i\in \{1,...,n-1\}} és {\displaystyle j\in \{1,...,m-1\}}) a feladatokat egyfelől a {\displaystyle {\text{LL}}(V_{i}XW_{j}^{T})={\text{LL}}(V_{i}ZW_{j}^{T})} megkötés, másfelől a sor- és oszlop-összegekre vonatkozó megkötések definiálják: {\displaystyle V_{i}Xe_{m}^{T}=V_{i}Ye_{m}^{T}}, és {\displaystyle e_{n}XW_{j}^{T}=e_{n}YW_{j}^{T}}. Minden egyes feladatot külön-külön meg kell oldani a fenti képlettel. A megoldások meghatározzák az {\displaystyle X} mátrix {\displaystyle (n-1)(m-1)} darab cella-értékét. Míg a maradék {\displaystyle m+n-1} cella-értéket a sor- és oszlop-összegek határozzák meg.
Ezután azt nézzük meg, hogy alkalmazható-e az NM-módszer, ha a {\displaystyle Z} mátrix nem teljesíti azt az előfeltételt, hogy {\displaystyle {\boldsymbol {\forall i,j}}} párra {\displaystyle {\boldsymbol {{\text{LL}}(V_{i}ZW_{j}^{T})\geq 0}}}.
Ennek egyik alesete, ha {\displaystyle {\boldsymbol {\forall i,j}}} párra {\displaystyle {\boldsymbol {{\text{LL}}(V_{i}ZW_{j}^{T})\leq 0}}}. Ekkor a megoldás szintén egyértelmű, determinisztikus, és zárt formájú képlettel adott. A mátrix-rangsor fogalma azonban kissé eltér a fentebb tárgyalttól. Liu és Lu (2006) így definiálja azt {\displaystyle {\text{LL}}^{-}(Z)={\frac {Z_{1,1}-Q^{+}(Z_{1,1})}{Q^{+}(Z_{1,1})-max(0;Z_{1,.}-Z_{.,2})}}}, ahol {\displaystyle Z_{.,2}=Z_{1,2}+Z_{2,2}} ; {\displaystyle Q^{+}(Z_{1,1})} az a legkisebb egész szám, amely nagyobb vagy egyenlő, mint {\displaystyle Q}.
Végül ha van olyan {\displaystyle (i,j)} pár is, amelyre {\displaystyle {\boldsymbol {{\text{LL}}(V_{i}ZW_{j}^{T})>0}}}, és olyan {\displaystyle k,l(\neq i,j)} pár is, amelyre{\displaystyle {\boldsymbol {{\text{ LL}}(V_{k}ZW_{l}^{T})<0}}}, akkor sem az NM-módszer, sem {\displaystyle {\boldsymbol {{\text{LL}}(Z)}}} nem definiált.

## Egy számpélda
Tekintsük az alábbi {\displaystyle \color {green}Z} mátrixot, amelyet kiegészítettünk annak sor- és oszlop-összegeivel, valamint a cél-sor-összegeivel (azaz az {\displaystyle Y} mátrix sor-összegeivel) és cél-oszlop-összegeivel (azaz az {\displaystyle Y} mátrix oszlop-összegeivel):
| Z      | 1   | 2   | 3   | 4   | ÖSSZES | CÉL  |
| ------ | --- | --- | --- | --- | ------ | ---- |
| 1      | 120 | 70  | 30  | 20  | 240    | 400  |
| 2      | 50  | 100 | 50  | 35  | 235    | 300  |
| 3      | 30  | 40  | 75  | 40  | 185    | 150  |
| 4      | 10  | 20  | 30  | 80  | 140    | 150  |
| ÖSSZES | 210 | 230 | 185 | 175 | 800    |      |
| CÉL    | 400 | 300 | 200 | 100 |        | 1000 |

Az NM-módszer első lépéseként a {\displaystyle \color {green}Z} mátrixot megszorozzuk az egyes {\displaystyle i,j} ({\displaystyle i\in \{1,2,3\}}, és {\displaystyle j\in \{1,2,3\}}) párokhoz tartozó {\displaystyle {\boldsymbol {V_{i}}}}, és {\displaystyle {\boldsymbol {W_{j}^{T}}}} mátrixokkal. Szorzatként a következő 9 darab {\displaystyle {\boldsymbol {2\times 2}}}-es méretű mátrixot kapjuk (ahol a cél-sor- és cél-oszlop-összegeket is feltüntettük):
| {\displaystyle i=1,j=1} | 1   | 2   | ÖSSZES | CÉL  |
| ----------------------- | --- | --- | ------ | ---- |
| 1                       | 120 | 120 | 240    | 400  |
| 2                       | 90  | 470 | 560    | 600  |
| ÖSSZES                  | 210 | 590 | 800    |      |
| CÉL                     | 400 | 600 |        | 1000 |

| {\displaystyle i=1,j=2} | 1   | 2   | ÖSSZES | CÉL  |
| ----------------------- | --- | --- | ------ | ---- |
| 1                       | 190 | 50  | 240    | 400  |
| 2                       | 250 | 30  | 560    | 600  |
| ÖSSZES                  | 440 | 360 | 800    |      |
| CÉL                     | 700 | 300 |        | 1000 |

| {\displaystyle i=1,j=3} | 1   | 2   | ÖSSZES | CÉL  |
| ----------------------- | --- | --- | ------ | ---- |
| 1                       | 220 | 20  | 240    | 400  |
| 2                       | 405 | 155 | 560    | 600  |
| ÖSSZES                  | 625 | 175 | 800    |      |
| CÉL                     | 900 | 100 |        | 1000 |

| {\displaystyle i=2,j=1} | 1   | 2   | ÖSSZES | CÉL  |
| ----------------------- | --- | --- | ------ | ---- |
| 1                       | 170 | 305 | 475    | 700  |
| 2                       | 40  | 285 | 325    | 300  |
| ÖSSZES                  | 210 | 590 | 800    |      |
| CÉL                     | 400 | 600 |        | 1000 |

| {\displaystyle i=2,j=2} | 1   | 2   | ÖSSZES | CÉL  |
| ----------------------- | --- | --- | ------ | ---- |
| 1                       | 340 | 135 | 475    | 700  |
| 2                       | 100 | 225 | 325    | 300  |
| ÖSSZES                  | 440 | 360 | 800    |      |
| CÉL                     | 700 | 300 |        | 1000 |

| {\displaystyle i=2,j=3} | 1   | 2   | ÖSSZES | CÉL  |
| ----------------------- | --- | --- | ------ | ---- |
| 1                       | 420 | 55  | 475    | 700  |
| 2                       | 205 | 120 | 325    | 300  |
| ÖSSZES                  | 625 | 175 | 800    |      |
| CÉL                     | 900 | 100 |        | 1000 |

| {\displaystyle i=3,j=1} | 1   | 2   | ÖSSZES | CÉL  |
| ----------------------- | --- | --- | ------ | ---- |
| 1                       | 200 | 460 | 660    | 850  |
| 2                       | 10  | 130 | 140    | 150  |
| ÖSSZES                  | 210 | 590 | 800    |      |
| CÉL                     | 400 | 600 |        | 1000 |

| {\displaystyle i=3,j=2} | 1   | 2   | ÖSSZES | CÉL  |
| ----------------------- | --- | --- | ------ | ---- |
| 1                       | 410 | 250 | 660    | 850  |
| 2                       | 30  | 110 | 140    | 150  |
| ÖSSZES                  | 440 | 360 | 800    |      |
| CÉL                     | 700 | 300 |        | 1000 |

| {\displaystyle i=3,j=3} | 1   | 2   | ÖSSZES | CÉL  |
| ----------------------- | --- | --- | ------ | ---- |
| 1                       | 565 | 95  | 660    | 850  |
| 2                       | 60  | 80  | 140    | 150  |
| ÖSSZES                  | 625 | 175 | 800    |      |
| CÉL                     | 900 | 100 |        | 1000 |

A következő lépés az általánosított mátrix-értékű Liu-Lu index kiszámítása {\displaystyle {\text{LL}}({Z})}, (ahol {\displaystyle {\text{LL}}({Z})_{i,j}={\text{LL}}(V_{i}ZW_{j}^{T})}) alkalmazva az eredeti skalár-értékű Liu-Lu index képletét mind a 9 mátrixra:
| {\displaystyle {\text{LL(Z)}}} | {\displaystyle j=1} | {\displaystyle j=2} | {\displaystyle j=3} |
| ------------------------------ | ------------------- | ------------------- | ------------------- |
| {\displaystyle i=1}            | 0,39                | 0,54                | 0,62                |
| {\displaystyle i=2}            | 0,53                | 0,44                | 0,47                |
| {\displaystyle i=3}            | 0,73                | 0,61                | 0,45                |

Amint az látható, az {\displaystyle {\text{LL}}(Z)} mátrix pozitív, ezért az NM-módszer definiált. A 9 darab 2-szer-2-es feladat megoldása az {\displaystyle X} mátrix 9 cella-értékét határozza meg. A maradék 7 cella értékét pedig a cél-sor-összegek és a cél-oszlop-összegek alapján tudjuk kiszámolni. A megoldás:
| {\displaystyle {X}} | 1     | 2     | 3    | 4    | ÖSSZES |
| ------------------- | ----- | ----- | ---- | ---- | ------ |
| 1                   | 253,1 | 91,4  | 40,5 | 15,1 | 400    |
| 2                   | 91,1  | 147,1 | 39,8 | 21,9 | 300    |
| 3                   | 39,6  | 36,8  | 64,2 | 9,3  | 150    |
| 4                   | 16,2  | 24,7  | 55,5 | 53,6 | 150    |
| ÖSSZES              | 400   | 300   | 200  | 100  | 1000   |

## Egy további numerikus példa, amely Abbott és szerzőtársaitól (2019) származik
Tekintsük a következő {\displaystyle \color {green}Z} mátrixot kiegészítve annak sor- és oszlop-összegeivel, valamint a cél-sor- ({\displaystyle Y} mátrix sor-összegei) és a cél-oszlop-összegekkel ({\displaystyle Y} mátrix oszlop-összegei):
| Z      | 1     | 2     | 3     | ÖSSZES | CÉL    |
| ------ | ----- | ----- | ----- | ------ | ------ |
| 1      | 1 070 | 270   | 20    | 1360   | 1 600  |
| 2      | 300   | 4 980 | 560   | 5840   | 5 900  |
| 3      | 20    | 420   | 2 360 | 2800   | 2 500  |
| ÖSSZES | 1 390 | 5 670 | 2 940 | 10 000 |        |
| CÉL    | 1 390 | 5 670 | 2 940 |        | 10 000 |

Az NM-módszer első lépéseként a {\displaystyle \color {green}Z} mátrixot megszorozzuk az egyes {\displaystyle i,j} ({\displaystyle i\in \{1,2\}}, és {\displaystyle j\in \{1,2\}}) párokhoz tartozó {\displaystyle {\boldsymbol {V_{i}}}}, és {\displaystyle {\boldsymbol {W_{j}^{T}}}} mátrixokkal. Ez a következő 4 darab 2-szer-2-es mátrixot eredményezi (kiegészítve a cél-sor- és a cél-oszlop-összegekkel):
| {\displaystyle i=1,j=1} | 1     | 2     | ÖSSZES | CÉL    |
| ----------------------- | ----- | ----- | ------ | ------ |
| 1                       | 1 070 | 290   | 1 360  | 1 600  |
| 2                       | 320   | 8 320 | 8 640  | 8 400  |
| ÖSSZES                  | 1 390 | 8 610 | 10 000 |        |
| CÉL                     | 1 390 | 8 610 |        | 10 000 |

| {\displaystyle i=1,j=2} | 1     | 2     | ÖSSZES | CÉL    |
| ----------------------- | ----- | ----- | ------ | ------ |
| 1                       | 1 340 | 20    | 1 360  | 1 600  |
| 2                       | 5 720 | 2 920 | 8 640  | 8 400  |
| ÖSSZES                  | 7 060 | 2 940 | 10 000 |        |
| CÉL                     | 7 060 | 2 940 |        | 10 000 |

| {\displaystyle i=2,j=1} | 1     | 2     | ÖSSZES | CÉL    |
| ----------------------- | ----- | ----- | ------ | ------ |
| 1                       | 1 370 | 5 830 | 7 200  | 7 500  |
| 2                       | 20    | 2 780 | 2 800  | 2 500  |
| ÖSSZES                  | 1 390 | 8 610 | 10 000 |        |
| CÉL                     | 1 390 | 8 610 |        | 10 000 |

| {\displaystyle i=2,j=2} | 1     | 2     | ÖSSZES | CÉL    |
| ----------------------- | ----- | ----- | ------ | ------ |
| 1                       | 6 620 | 580   | 7 200  | 7 500  |
| 2                       | 440   | 2 360 | 2 800  | 2 500  |
| ÖSSZES                  | 7 060 | 2 940 | 10 000 |        |
| CÉL                     | 7 060 | 2 940 |        | 10 000 |

A következő lépés az általánosított mátrix-értékű Liu-Lu index kiszámítása {\displaystyle {\text{LL}}({Z})}, (ahol {\displaystyle {\text{LL}}({Z})_{i,j}={\text{LL}}(V_{i}ZW_{j}^{T})}) alkalmazva az eredeti skalár-értékű Liu-Lu index képletét mind a 4 mátrixra:
| {\displaystyle {\text{LL(Z)}}} | {\displaystyle j=1} | {\displaystyle j=2} |
| ------------------------------ | ------------------- | ------------------- |
| {\displaystyle i=1}            | 0,75                | 0,95                |
| {\displaystyle i=2}            | 0,95                | 0,78                |

Látható, hogy az {\displaystyle {\text{LL}}(Z)} mátrix pozitív. Ezért az NM-módszer definiált. A 4 darab 2-szer-2-es feladat megoldása az {\displaystyle X} mátrix 4 cella-értékét határozza meg. A többi 5 cella-értéket pedig a cél-sor- és a cél-oszlop-összegek alapján számolhatjuk ki. A megoldás a következő {\displaystyle {\boldsymbol {X}}} mátrix:
| {\displaystyle {X}} | 1     | 2     | 3     | ÖSSZES |
| ------------------- | ----- | ----- | ----- | ------ |
| 1                   | 1 101 | 476   | 24    | 1 600  |
| 2                   | 271   | 4 819 | 809   | 5 900  |
| 3                   | 18    | 375   | 2 107 | 2 500  |
| ÖSSZES              | 1 390 | 5 670 | 2 940 | 10 000 |

## Implementáció
Az NM-módszer Excelben, Visual Basicben, R-ban és Statában érhető el leprogramozva.

## Alkalmazások
Az NM-módszer különféle jelenségek tanulmányozására alkalmazható, beleértve az assortatív párválasztást, a generációk közötti mobilitást, 
mint a társadalmi mobilitás egy fajtáját, a lakóhely szerinti szegregációt, a munkaerő-toborzást, és a tehetséggondozást.
Mindezen alkalmazásokban az {\displaystyle X}, {\displaystyle Y}, és {\displaystyle Z} mátrixok a párokba rendezett entitások (pl. férjek és feleségek, vagy elsőszülött gyermekek és anyák, lakások és főbérlők, vagy vezérigazgatók és cégek, vagy sakkoktatók és legtehetségesebb tanítványaik) együttes eloszlásait reprezentálják, amelyeket vagy egy dichotóm kategorikus változó jellemez (pl. vegetáriánus/nem vegetáriánus, nagymester/nem nagymester), vagy egy rendezett multinomiális kategorikus változó (pl. végső iskolai végzettség szintje, a sítudás szintje, jövedelmi kategória, bérleti díj kategória, hitelminősítés, FIDE címek). Bár az NM-módszer széles körben alkalmazható, a következőkben bemutatásra kerülő példák mindegyike az iskolai végzettség szerinti asszortatív párválasztásról szól. Ezen alkalmazások esetén ugyanis az NM-módszer alkalmazhatóságának két előfeltétele (a rendezett-értékű tulajdonság-változó, és a minden oktatási csoportra jellemző pozitív assortatív párválasztás) nem vitatott.
Tegyük fel, hogy a {\displaystyle Z} és az {\displaystyle Y} mátrixok jellemzik a zalaegerszegi, valamint a yorki férjek és feleségek együttes iskolázottsági megoszlását, rendre. Az NM-módszerrel konstruálandó {\displaystyle X} mátrix azt mondja meg, hogy mi lenne a párok együttes végzettség-eloszlása Zalaegerszegen, ha a házasulandó 
férfiak és nők iskolai végzettsége megegyezne a yorkiakéval, miközben a homogámia iránti általános vágy (vagy közgazdasági szóhasználattal élve, az aggregált házassági preferenciák, avagy szociológiai szóhasználattal élve, a házasodási társadalmi norma) változatlan maradna.
Egy második alkalmazásban a {\displaystyle Z} és {\displaystyle Y} mátrixok ugyanazt az országot két különböző évben jellemzik. A {\displaystyle Z} mátrix jellemzi az olyan frissen házasodott amerikaiak együttes iskolázottsági eloszlását 2040-ben, ahol a férjek a Z-generációba tartoznak, és a megfigyelés évében (2040-ben) fiatal felnőttek. Az {\displaystyle Y} mátrix annyiban tér el a {\displaystyle Z} mátrixtól, hogy az a 2024-ben megfigyelt Y-generációt jellemzi. Az {\displaystyle X} mátrix megkonstruálásával azt lehet majd tanulmányozni a jövőben, hogy a frissen házasodott amerikai fiatal párok iskolai végzettség szerinti együttes eloszlása milyen lenne, ha az érintettek ugyanúgy szeretnének majd házasodni, mint a Z-generációs férfiak és partnereik, miközben az iskolai végzettségük az Y-generációba tartozó férfiak és partnereik végzettségével azonos.
Egy harmadik alkalmazásban a {\displaystyle Z} és {\displaystyle Y} mátrixok ismét ugyanazt az országot jellemzik, de két különböző évben. Ebben az alkalmazásban a {\displaystyle Z} mátrix a portugál fiatal párok (ahol a férfi partnerek életkora 30 és 34 év közötti) együttes végzettség szerinti elosztását mutatja 2011-ben. {\displaystyle Y} ugyancsak egy végzettség szerinti elosztást mutat, de az 1981-ben megfigyeltet. Az {\displaystyle X} mátrix megkonstruálásának ebben az esetben az lehet a célja, hogy tanulmányozzuk, milyen lett volna a portugál fiatal párok iskolai végzettsége, ha a 2011-ben fiatal társaikhoz hasonlóan rendeződtek volna párokba, miközben a nemenkénti iskolai végzettségük megegyezett volna az 1981-essel.
Az első két alkalmazás mindegyikében az {\displaystyle X} mátrix egy tényellentétes együttes eloszlást reprezentál, amely bizonyos ceteris paribus hatások számszerűsítésére szolgál. Pontosabban, a segítségével egy tényellentétes dekompozíció során   kardinális skálán számszerűsíthetjük a Zalaegerszegiek és York-iak – közvetlenül nem-megfigyelhető – házassági preferencia különbségét, vagy a Z- és az Y-generációk házassági preferencia különbségét. A dekompozíció minden esetben az {\displaystyle X} tényellentétes táblázatra épül, hiszen annak segítségével tudjuk kiszámolni az egyes faktorok (azaz a különböző iskolai végzettségű potenciális partnerek megfigyelhető strukturális elérhetősége, amely meghatározza a párválasztási lehetőségeket a népesség szintjén; és a nem-megfigyelhető nem-strukturális mozgatórugók, pl. aggregált házassági preferenciák, vágyak, normák, társadalmi korlátok) és azok interakciójának a hozzájárulását egy megfigyelhető kardinális statisztika változásához (pl. a végzettség szerinti homogám pár-arány változásához).
A harmadik alkalmazást Naszodi és Mendonca (2023) arra használta, hogy az értelmetlen tényellentétes esetét illusztrálja vele: az iskolai végzettség olyan drasztikusan változott meg Portugáliában a vizsgált három évtized alatt, hogy az 1981 és 2011-es megfigyelésekből "összemixelt" tényellentétes nem fordulhatna/ nem fordulhatott volna elő. 
Meglepő módon egy olyan módszer, amely a közelmúltig népszerű volt az asszortatív házasságok irodalmában,  hallucinál egy megoldást a lehetetlen tényellentétesre. Vele ellentétben az NM-módszer "megtagadja" a lehetetlen tényellentétes  megkonstruálását.

## Az NM-módszer néhány jellemzője
Először is, az NM-módszer nem ad értelmes megoldást, ha átlépi az alkalmazhatósága határát. Például a harmadik alkalmazásban az NM-módszer negatív cella-értékű {\displaystyle X} mátrixot eredményez, mivel a tényellentétes lehetetlen (lásd: AlternativeMethod_US_1980s_2010s_age3035_main.xls PT_A1981_P2011_Not_meaningful lap). E tekintetben az NM-módszer hasonlít a lineáris valószínűségi modellhez, amely ugyancsak jelzi, ha elértük az alkalmazhatósága határát: az egységnyi intervallumon {\displaystyle [0,1]} kívüli valószínűséget rendel egyes eseményekhez.
Másodszor, az NM-módszer kommutál mind a sor-változó, mind az oszlop-változó szomszédos kategóriáinak összevonásával: {\displaystyle {\text{NM}}(M_{r}Z,M_{r}Ye_{m}^{T},M_{r}e_{n}Y)=M_{r}{\text{NM}}(Z,Ye_{m}^{T},e_{n}Y)}, ahol {\displaystyle M_{r}} az {\displaystyle (n-1)\times n} méretű sor-összevonó mátrix; és {\displaystyle {\text{NM}}(ZM_{c},Ye_{m}^{T}M_{c},e_{n}YM_{c})={\text{NM}}(Z,Ye_{m}^{T},e_{n}Y)M_{c}}, ahol {\displaystyle M_{c}} az {\displaystyle m\times (m-1)} méretű oszlop-összevonó mátrix.
Harmadszor, az NM-módszer akkor is alkalmazható, ha a {\displaystyle Z} mátrix egyes celláiban nulla szerepel.

## Összehasonlítás az IPF-fel
Az Iterative Proportional Fitting eljárás (IPF) is egy függvény: {\displaystyle {\text{IPF}}(Z,Ye_{m}^{T},e_{n}Y):\mathbb {R} ^{n\times m}\times \mathbb {R} ^{n}\times \mathbb {R} ^{m}\mapsto \mathbb {R} ^{n\times m}}. Ezzel az eljárással megtalálható az az {\displaystyle {\boldsymbol {F}}} mátrix ({\displaystyle F\in \mathbb {R} ^{n\times m}}), amely ahhoz hasonló megkötéseket elégít ki, mint amilyeneket az NM-módszerrel készített {\displaystyle X} mátrix. Pl. az {\displaystyle F} mátrix az a {\displaystyle {\boldsymbol {Z}}} mátrixhoz legközelebbi mátrix, amelynek a sor- és oszlop-összegei az {\displaystyle {\boldsymbol {Y}}} mátrix által meghatározott cél-sor- és cél-oszlop-összegek.
Azonban van néhány fontos különbség az IPF és az NM-módszer között. Az IPF az azonos méretű mátrixok közelségét a kereszt-entrópiával avagy a Kullback-Leibler divergenciával határozza meg. Ennek megfelelően a 2x2 mátrixok közötti távolság IPF-kompatibilis fogalma szerint az {\displaystyle F} és {\displaystyle Z} mátrixok távolsága akkor nulla, ha a kereszt-szorzati arányaik (más néven esélyhányadosaik) egyenlők: {\displaystyle {F_{1,1}F_{2,2}}/{F_{1,2}F_{2,1}}={Z_{1,1}Z_{2,2}}/{Z_{1,2}Z_{2,1}}}. Emlékeztetőül, az NM-módszer hasonló feltétele az {\displaystyle X} és {\displaystyle Z} mátrixok azonos rangsorolására: {\displaystyle {\text{LL}}(X)={\frac {X_{1,1}-int[{X_{1,.}X_{.,1}}/{X_{.,.}}]}{{\text{min}}(X_{1,.},X_{.,1})-int[{X_{1,.}X_{.,1}}/{X_{.,.}}]}}={\frac {Z_{1,1}-int[{Z_{1,.}Z_{.,1}}/{Z_{.,.}}]}{{\text{min}}(Z_{1,.},Z_{.,1})-int[{Z_{1,.}Z_{.,1}}/{Z_{.,.}}]}}={\text{LL}}(Z)}.
A következő numerikus példa rávilágít arra, hogy az IPF és az NM-módszer nem azonos: {\displaystyle {\text{IPF}}(Z,Ye_{m}^{T},e_{n}Y)\neq {\text{NM}}(Z,Ye_{m}^{T},e_{n}Y)}. Vegyük a következő {\displaystyle \color {Green}Z} mátrixot a cél-sor- és cél-oszlop-összegeivel
|        | 1     | 2   | ÖSSZES | CÉL   |
| ------ | ----- | --- | ------ | ----- |
| 1      | 450   | 150 | 600    | 1 050 |
| 2      | 50    | 350 | 400    | 450   |
| ÖSSZES | 500   | 500 |        |       |
| CÉL    | 1 000 | 500 |        | 1 500 |

Az NM-módszerrel a következő {\displaystyle X} mátrixot kapjuk:
| {\displaystyle X} | 1     | 2   | ÖSSZES |
| ----------------- | ----- | --- | ------ |
| 1                 | 925   | 125 | 1 050  |
| 2                 | 75    | 375 | 450    |
| ÖSSZES            | 1 000 | 500 | 1 500  |

Míg az IPF- fel kapott megoldás:
| {\displaystyle F} | 1     | 2   | ÖSSZES |
| ----------------- | ----- | --- | ------ |
| 1                 | 900   | 150 | 1 050  |
| 2                 | 100   | 350 | 450    |
| ÖSSZES            | 1 000 | 500 | 1 500  |

Az IPF ekvivalens az együttes populációs eloszlás maximum likelihood-módszerén alapuló becslésével, ahol az {\displaystyle F} mátrix a {\displaystyle Z} mátrixból becsült együttes populációs eloszlás és a {\displaystyle Z} mátrix egy olyan populációból vett véletlen minta, amelynek marginális eloszlásait az {\displaystyle Y} mátrix sor- és oszlop-összegei jellemzik. Az IPF által megoldott problémával ellentétben a {\displaystyle {\boldsymbol {Z}}} mátrix nem egy sokaságból vett mintát reprezentál abban a problémában, amelynek megoldására az NM-módszert fejlesztették ki. Valójában az NM-problémában a {\displaystyle Z} és {\displaystyle Y} mátrixok két különböző populációt jellemeznek (amelyek vagy egyidejűleg megfigyelhetőek, mint a Zalaegerszegiek és Yorkiak esetében, vagy két különböző időpontban figyelhetőek meg, mint a Z- és Y-generációkról szóló példánkban). Az empirikus alkalmazások során ez a különbség segít az NM-módszer és az IPF közötti választásban.
Deming és Stephan (1940), az IPF kitalálói, módszerük alkalmazását egy klasszikus maximum likelihood becslési problémával illusztrálták, ahol a {\displaystyle Z} mátrix egy adott marginális eloszlással jellemzett populációból vett mintát reprezentált. Ők ugyanis tisztában voltak azzal a ténnyel, hogy az IPF nem alkalmas általánosan tényellentétes predikció készítésére: kifejezetten felhívták a figyelmet arra, hogy algoritmusuk „önmagában nem használható predikció készítésére” (lásd Stephan és Deming 1940, p. 444).
Egy további különbség: azon értelmezési tartományok is eltérőek, amelyekre az IPF és az NM-módszer megoldásokat ad. Először is, ellentétben az NM-módszerrel, az IPF nem nyújt megoldást bármely, nulla értéket tartalmazó {\displaystyle {Z}} magtáblázatra (Csiszár (1975) tárta fel az IPF alkalmazhatóságának szükséges és elégséges feltételeit a nulla értéket tartalmazó {\displaystyle {Z}} magtáblázatok esetére). Másodszor, az NM-módszer alkalmazhatóságának azon előfeltétele, hogy vagy {\displaystyle {\boldsymbol {{\text{LL}}(Z)\geq 0}}}, vagy {\displaystyle {\boldsymbol {{\text{LL}}(Z)\leq 0}}}, nem előfeltétele az IPF alkalmazhatóságának. 
 Harmadszor, az NM-módszertől eltérően, az IPF ad ugyan egy értelmesnek tűnő, de valójában csak hallucinált megoldást a harmadik, Portugáliára vonatkozó példánkra is, valamint más olyan problémákra, ahol a  {\displaystyle {Z}} és {\displaystyle {Y}} mátrix-párok által meghatározott tényellentétes lehetetlen (Naszódi 2025). 
Végül, az NM-től eltérően, az IPF nem kommutál a szomszédos kategóriák összevonásával, amint azt Naszodi (2023) egy numerikus példája illusztrálja. Emiatt az IPF-fel kapott transzformált táblázat érzékeny lehet a kategóriák számának megválasztására.

## Összehasonlítás a minimális euklideszi távolság megközelítéssel
A Minimum Euclidean Distance Approach (MEDA) (amelyet Abbott és szerzőtársai (2019) írtak le részletesen, de Fernández és Rogerson 2001 alkalmazott először) szintén egy függvény: {\displaystyle {\text{MEDA}}(Z,Ye_{m}^{T},e_{n}Y):\mathbb {R} ^{n\times m}\times \mathbb {R} ^{n}\times \mathbb {R} ^{m}\mapsto \mathbb {R} ^{n\times m}}.
A MEDA első lépésként egy skalárt rendel a {\displaystyle Z} mátrixhoz: a skalár a két szélsőséges eset (a véletlenszerű és a tökéletesen assortatív párválasztás esetei, ahol a marginálisok {\displaystyle (Ze_{m}^{T},e_{n}Z)}) konvex kombinációjánál alkalmazandó azon relatív súly, amellyel a kombináció eredményéül kapott mátrix és a {\displaystyle Z} mátrix euklédeszi távolsága minimalizált. Pl. ennek a skalárnak az értéke {\displaystyle v=0.265} az Abbott és szerzőtársai (2019) által elemzett példában. Második lépésként a MEDA megkonstruálja a két szélsőséges eset konvex kombinációját (azaz a véletlenszerű és a tökéletesen assortatív párválasztás kombinációját) bármely tényellentétes határeloszlás-párra ({\displaystyle Ye_{m}^{T},e_{n}Y}).
Különbségek az NM és a MEDA között: míg az NM az asszortativitás mértékét (avagy az aggregált házassági preferenciákat) az általánosított mátrix-értékű Liu-Lu index változatlanságával tartja fixen, addig a MEDA ugyanezt a {\displaystyle v} skalár rögzítésével éri el. Ha {\displaystyle Y}, és {\displaystyle Z} mátrixok {\displaystyle {\boldsymbol {2\times 2}}} -esek, akkor a két módszer eredményezheti ugyanazt a transzformált táblázatot feltéve, hogy a {\displaystyle v} ugyanúgy rangsorolja a kontingencia táblákat, mint a skalár-értékű Liu-Lu index. Azonban ha {\displaystyle {Z}} 2-szer-2-esnél nagyobb, akkor az általánosított Liu-Lu index mátrix-értékű, így nem egyezhet meg a skalár-értékű {\displaystyle v({Z})} -vel. Emiatt az NM-el kapott transzformált táblázat is különbözik a MEDA-val kapott transzformált táblázattól.
Visszatérve az Abbott és tsai (2019) numerikus példájához, a MEDA-val készített tényellentétes táblázat:
| {\displaystyle F} | 1     | 2     | 3     | ÖSSZES |
| ----------------- | ----- | ----- | ----- | ------ |
| 1                 | 1 081 | 240   | 279   | 1 600  |
| 2                 | 217   | 5 054 | 629   | 5 900  |
| 3                 | 92    | 376   | 2 032 | 2 500  |
| ÖSSZES            | 1 390 | 5 670 | 2 940 | 10 000 |

Nem elhanyagolható az {\displaystyle F} mátrix és az {\displaystyle X} mátrix közötti eltérés. Pl. a homogám párok aránya 2 százalékponttal kisebb a MEDA által konstruált tényellentétes {\displaystyle F} mátrixban, mint a megfigyelt {\displaystyle Z} mátrixban, míg ugyanez a különbség 3,4 százalékpont az NM-által konstruált tényellentétes {\displaystyle X} mátrix és a megfigyelt {\displaystyle Z} mátrix esetén.
Mivel Abbott számpéldája nem egy kitalált példa, hanem egy, az Amerikaiakat jellemző, empirikus végzettség szerinti eloszláson alapszik, ezért a 2 százalékpont és a 3,4 százalékpont közötti különbséget úgy interpretálhatjuk, hogy a MEDA lényegesen 
kisebbnek találja a iskolázottság szerinti homofília (avagy az eltérő végzettségűek közötti társadalmi egyenlőtlenség) generációról generációra való megváltozását az NM-hez képest.

## Fordítás
Ez a szócikk részben vagy egészben  a   NM-method című angol Wikipédia-szócikk ezen változatának fordításán alapul.  Az eredeti cikk szerkesztőit annak laptörténete sorolja fel. Ez a jelzés csupán a megfogalmazás eredetét és a szerzői jogokat jelzi, nem szolgál a cikkben szereplő információk forrásmegjelöléseként.